# Dodecaedro triaumentado
En geometría, el dodecaedro triaumentado es uno de los sólidos de Johnson (J61).
Los 92 sólidos de Johnson fueron nombrados y descritos por Norman Johnson en 1966.